# Faro de la plaza de Capao da Canoa
El Faro de la plaza de Capao da Canoa ubicado en la Plaza del Faro centro de Capao da Canoa, Río Grande del Sur en Brasil. Construido en 1930 fue deshabilitado en 2000.
Su primer farolero fue Guilherme Martins Veras. En su casa al lado del faro, en 1940 se instaló un precario servicio de teléfono, que alcanzaba la ciudad de Osório. El antiguo faro fue desactivado en 2000, dando lugar a un nuevo ubicado a la orilla de la playa Atlántida el Faro de la playa de Capo da Canao.
Río Grande del Sur cuenta con 33 faros sobre la costa. Actualmente se encuentra el Faro de la plaza de Capao de Canoa se encuentra sin luz.
En la plaza donde se encuentra ubicado el faro hay una cancha de bochas, juegos para niños y algunos aparatos para hacer ejercicios. 